# Villasor
Villasor (Biddesorris  in sardo) è un comune italiano di 6 536 abitanti della città metropolitana di Cagliari in Sardegna.
Si trova al centro del Campidano di Cagliari, dista dal capoluogo 25 km e vi è collegato tramite la linea ferroviaria Cagliari-Golfo Aranci e la strada statale 196.

## Origini del nome
Il toponimo è composto da villa e da sor,  dal sardo sorris ossia "sorelle", perché  secondo la tradizione il paese fu fondato da due sorelle che qui avevano stabilito la loro residenza.

## Storia

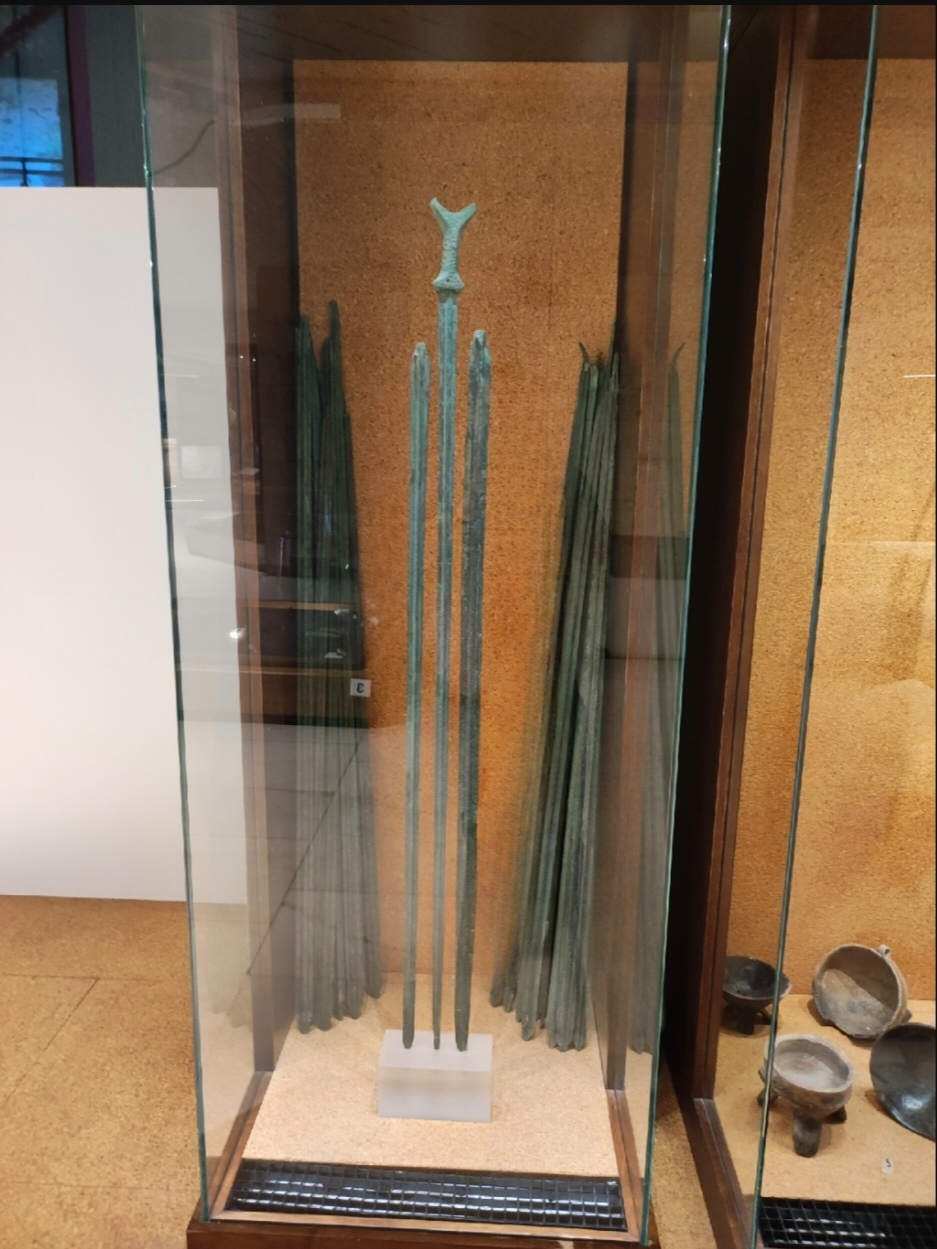
Spade votive nuragiche da Su Scusorgiu

### Preistoria e storia antica
Nel territorio sono attestate presenze risalenti alla civiltà nuragica (resti di nuraghi e complesso denominato Su Sonadori). La presenza di colture cerealicole è testimoniata a partire dal periodo punico. Lo sfruttamento agricolo proseguì in epoca romana, e nel territorio si riscontra la presenza di necropoli, dei resti di un ponte in località Ponti Perda e di un piccolo insediamento presso la sorgente termale di s'Acqua Cotta.

### Storia medievale
Villasor divenne un distinto centro in epoca bizantina. Intorno all'anno 1000 vi si trovava la chiesa oggi scomparsa di Santa Maria di Gippi (non di Santa Sofia, come erroneamente riportato in diversi testi, la quale si trovava a Decimoputzu) di cui si conservano dei frammenti marmorei con iscrizioni in greco nel Museo archeologico nazionale di Cagliari.
Nel periodo giudicale il territorio di Villasor era compreso col nome di Sorres nel giudicato di Cagliari e faceva capo alla curatoria di Gippi, o di parte Ippis o Jppis.
Alla caduta del giudicato (1258) passò ai pisani e dal 1324 agli aragonesi.
Agli inizi del XV secolo il paese, a causa di pestilenze e della lunga guerra sardo-catalana si era spopolato, come anche molti villaggi vicini. Nel 1414 Giovanni Sivilleri venne infeudato della curatoria di parte Ippis. La carta di infeudazione, datata al 27 ottobre, riporta come ancora popolate le seguenti ville: Ippis Suso e Jossu, Leni, Pau de Vinias, Capo di Pau Suso e di Pau Josso, Nispidi, Anquesa, Fanari Susu e Josso, Serramanna, Decimoputzu, Ussana, Seibellas e Sorris e nel 1415 ottenne dall'arcivescovo di Cagliari, Pietro Spinola, il permesso di costruire un castello o una casa fortificata, per difendere il sito dalle incursioni dei pastori barbaricini, accanto alla vecchia chiesa parrocchiale di Santa Maria a Sorris. Sorris venne a costituire un punto di attrazione per gli abitanti della zona, e si ingrandì fino a divenire il capoluogo della curatoria.

### Storia moderna

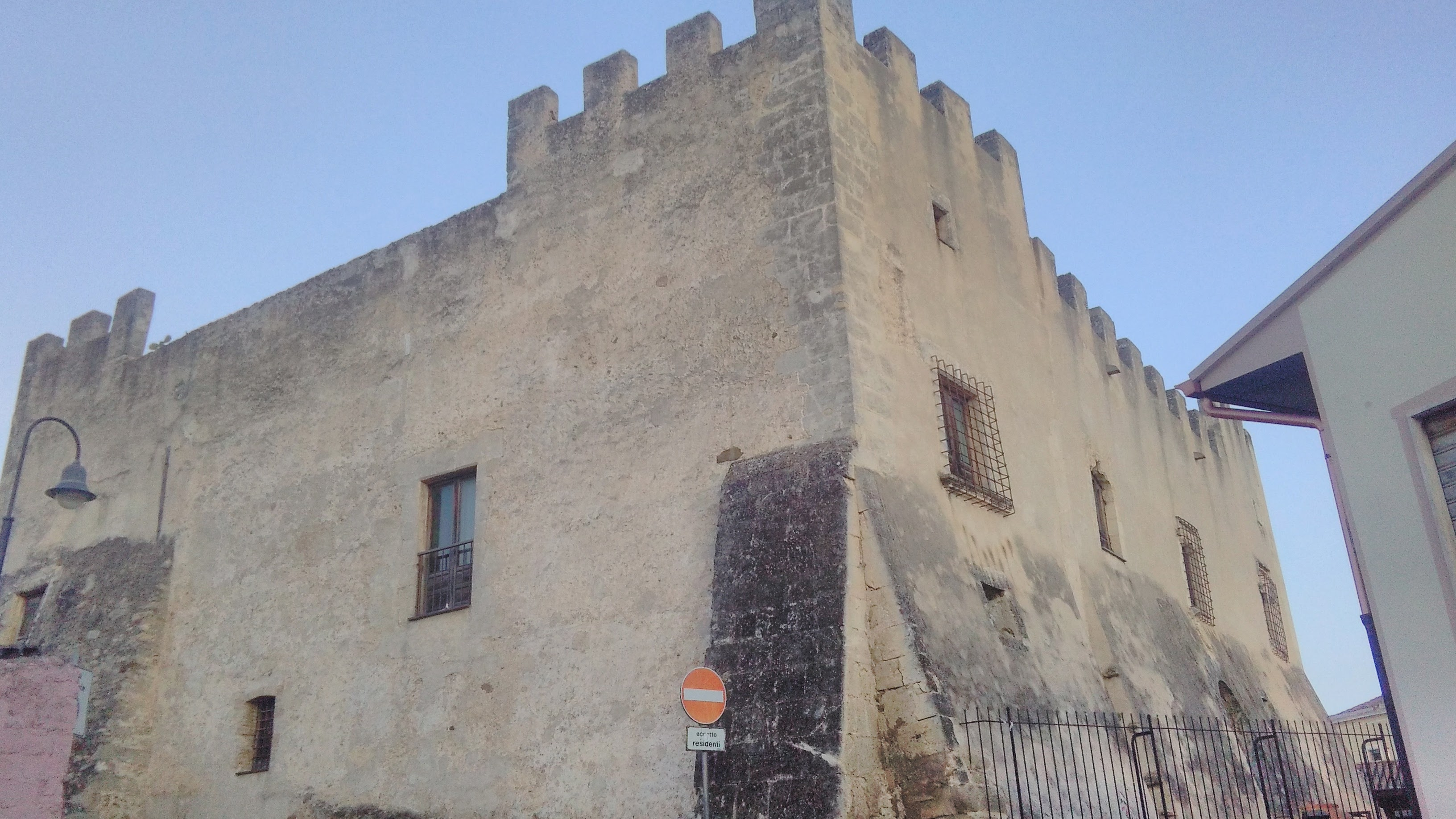
Il castello Siviller visto da ovest

Nel 1537 l'imperatore Carlo V creò a Villasor una omonima contea e nominò primo conte Biagio Alagon (30 settembre). Nel 1594 Filippo II, elevò la contea a marchesato e il primo marchese fu Giacomo Alagon (17 novembre). Nel 1610 vi fu fondato un convento di osservanti e nel 1630 un secondo, di frati cappuccini.
A Villasor ebbe sede una compagnia di formazione della cavalleria miliziana. La carica di comandante della Compagnia di cavalleria miliziana di Villasor divenne ereditaria per i primogeniti della nobile famiglia Vaquer di Villasor (originaria dell'Aragona) sicuramente a partire da Giovanni Battista Vaquer  (n. 1662) figlio di Giuseppe, di Nicolò, di Jaume (morì de una estocada 8 dicembre 1612), da cui passò a Giovanni Paolo Vaquer (1691 - 1749), a Francesco Vaquer (1730 - 1801), a Giuseppe Andrea Vaquer (1767 - 1825), a Pietro Vaquer (1806 - 1889) che la mantenne fino alla sua soppressione nel 1832 quando gli fu offerto dal re Carlo Alberto il grado di capitano del Reggimento "Cavalleggeri di Sardegna" che però non accettò, per seguire l'importante proprietà fondiaria della famiglia. Istituitasi nel 1848 la Guardia nazionale, fu nominato capitano della Compagnia formatasi in Villasor.
La Compagnia di cavalleria miliziana di Villasor , con i nobili cavalieri don Francesco e don Giuseppe Andrea Vaquer, intervenne in difesa di Cagliari dall'invasione dei francesi nel 1793, contribuì a stabilire la tranquillità nella città di Oristano nel settembre 1794 e a difendere nel 1796 il regno e la corona dai tentativi del cavaliere Angioy e di più insurgenti del capo di Sassari e Logudoro.	
La carica di sindaco apostolico, conservatore ed economo del convento  di San Michele Arcangelo dei minori osservanti di Villasor divenne ereditaria per la nobile famiglia Vaquer di Villasor, i cui membri avevano il privilegio insieme a pochi altri illustri personaggi di esservi sepolti. Tale carica fu rivestita per lo più dal ramo dei Vaquer Paderi che si trasferirà poi a Villanovafranca. Tale carica fu ricoperta sicuramente dal nob. cav. don Rocco Vaquer (1778 - 1826), da cui passò ai figli Antioco Vaquer Paderi (1814 - 1861), Vincenzo Vaquer Paderi (1816 - 1872) e, dal 29 gennaio 1850, Michele Vaquer Paderi (1824 - 1885) e don Rocco Vaquer (1844 - 1892), sindaco assassinato. La nobile famiglia Vaquer di Villasor trasferì in parte la sua residenza nella vicina Nuraminis, nella seconda metà del sec. XIX, oltre che in Cagliari ove aveva già vissuto nobilmente un ramo fiorito nei secoli XV-XVI.

### Storia contemporanea
A seguito dell'abolizione dei feudi nel 1839 il paese venne riscattato ai suoi ultimi feudatari, i Da Silva Alagon, per diventare un comune autonomo amministrato da un sindaco e da un consiglio comunale. Villasor divenne quindi un centro agricolo di rilevante importanza grazie alla fertilità dei suoi terreni e alla sua ubicazione geografica.

### Simboli
Lo stemma e il gonfalone del comune di Villasor sono stati concessi con decreto del presidente della Repubblica del 21 marzo 1983.
Lo stemma  interzato in pergola da due corsi d'acqua di azzurro, ondati d'argento; nella prima sezione è rappresentata la casa fortificata degli Alagon d'oro; nel secondo campo di rosso, una fabbrica d'argento, con ciminiera fumante in fascia; nel terzo, d'argento, una spiga di grano d'oro, posta in palo, attraversata da due carciofi, passati in decusse, di verde. Ornamenti esteriori da Comune. Il gonfalone è un drappo celeste.

## Monumenti e luoghi d'interesse

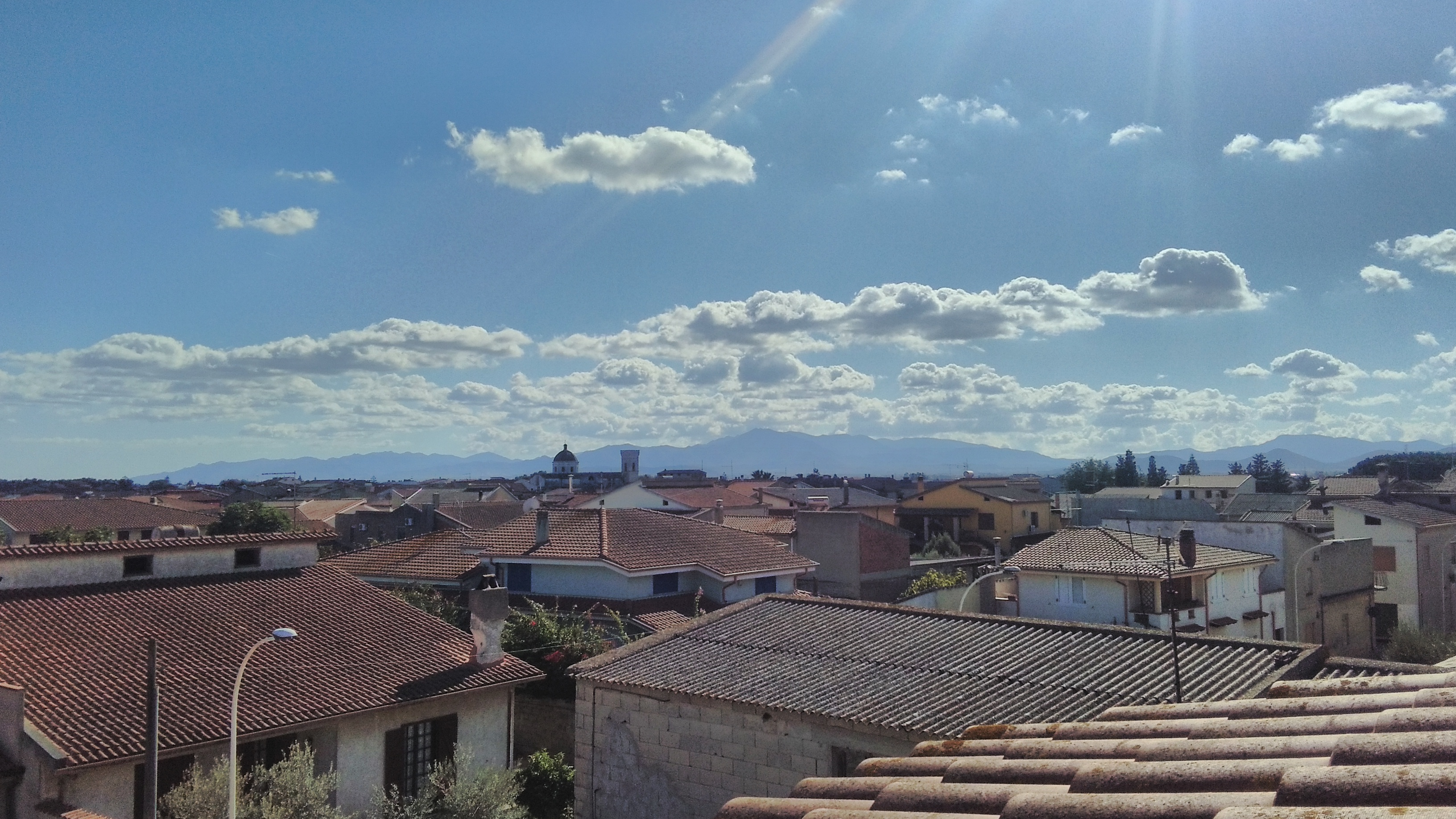
Nella foto sono visibili la Chiesa di San Biagio e, sullo sfondo, la formazione montuosa dei monti del Sulcis

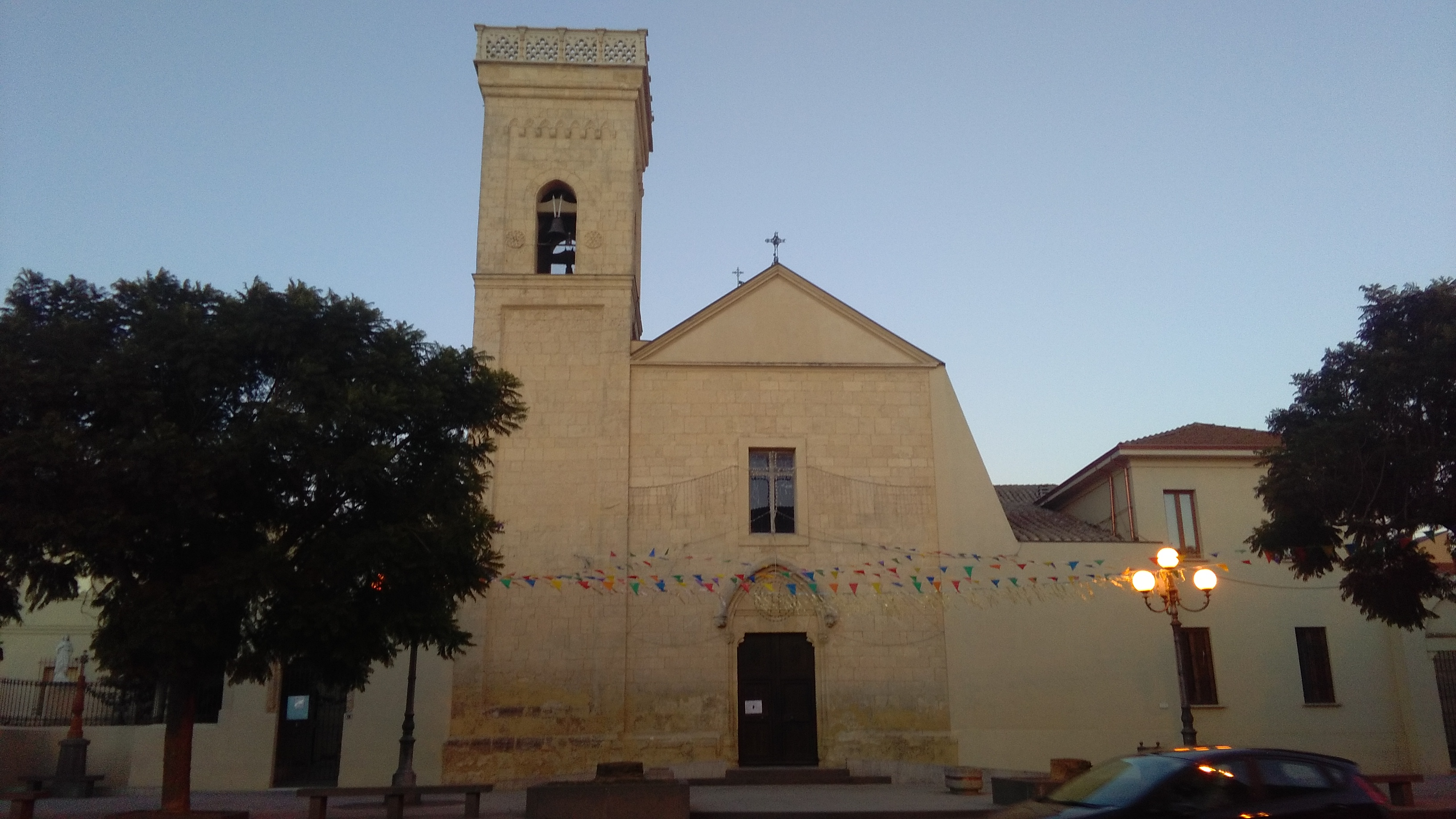
La chiesa di San Biagio, adiacente alla piazza del paese

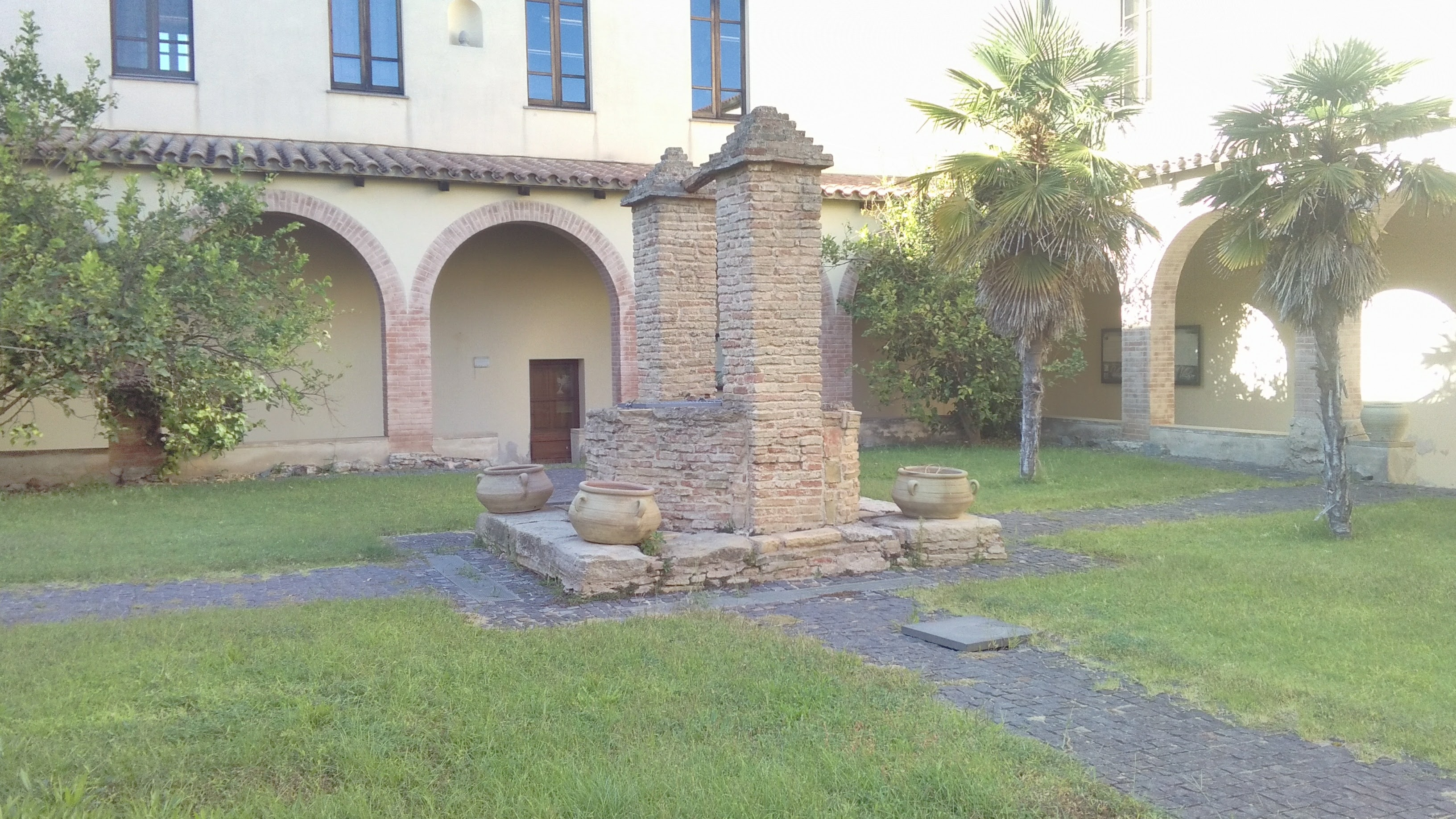
Il chiostro dell'ex convento dei Cappuccini

### Architetture religiose
- Chiesa di San Biagio
- Chiesa di Sant'Antioco ed ex convento dei Cappuccini; oggi ospita la biblioteca.
- Chiesa di Santa Vitalia

### Architetture militari
- Castello di Villasor, edificato nel XV secolo, era la dimora fortificata dei marchesi di Villasor; oggi ospita varie iniziative culturali.

## Società

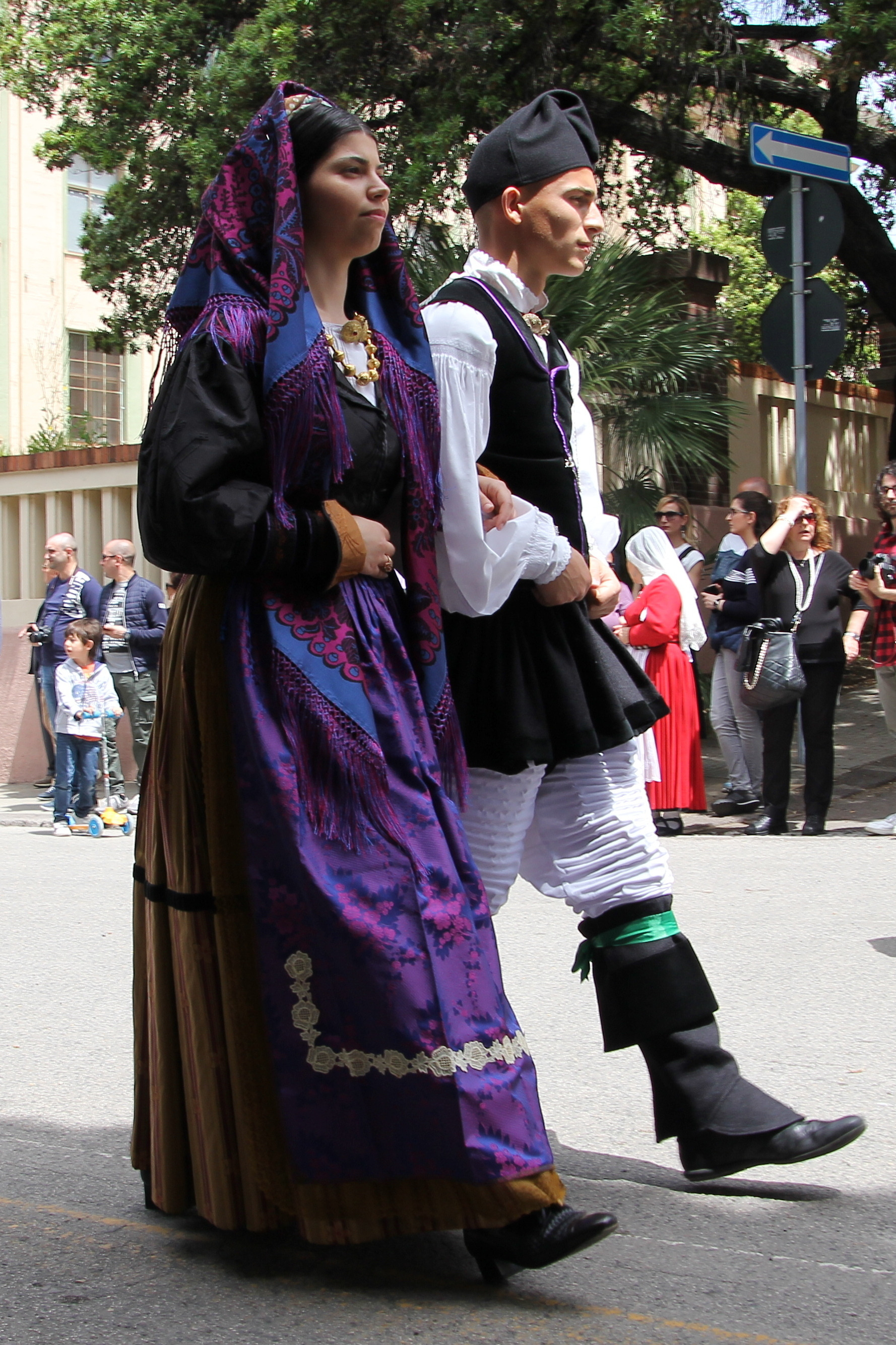
Il costume tradizionale

### Evoluzione demografica
Abitanti prima dell'unità d'Italia

Abitanti censiti

### Etnie e minoranze straniere
Secondo i dati ISTAT al 1 gennaio 2023 la popolazione straniera residente era di 217 persone, rappresentando il 3,3% del totale. Le nazionalità maggiormente rappresentate in base alla loro percentuale sul totale della popolazione straniera residente erano:
- Marocco 54 - 24,88%
- Bosnia ed Erzegovina 19 - 8,76%
- Algeria 17 - 7,83%
- Repubblica Popolare Cinese 17 - 7,83%
- Romania 13 - 5,99%
- Nigeria 10 - 4,61%
- Kosovo 9 - 4,15%
- Tunisia 8 - 3,69%
- Ghana 7 - 3,23%
- Guinea 6 - 2,76%

### Lingue e dialetti
La variante del sardo parlata a Villasor è il campidanese occidentale.

## Amministrazione

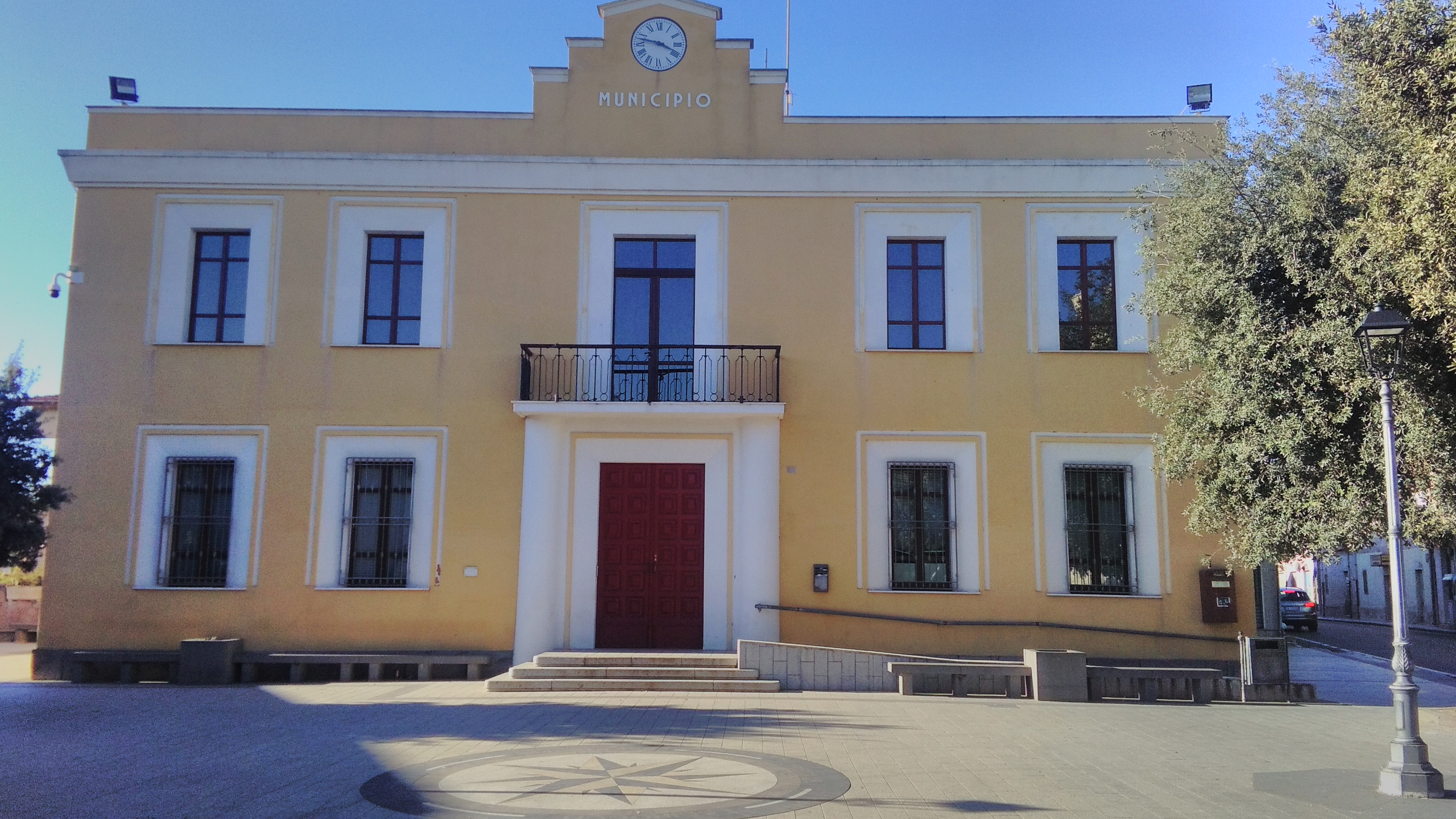
Municipio

### Gemellaggi
Villasor è gemellata con:
- Alagón, dal 2018[9]

## Infrastrutture e trasporti

### Strade
Villasor è collegata ai comuni limitrofi principalmente tramite 3 strade: le strade statali SS 196 (tra Decimomannu e Guspini) e SS 196 diramazione (verso Samassi), e la strada provinciale 7.

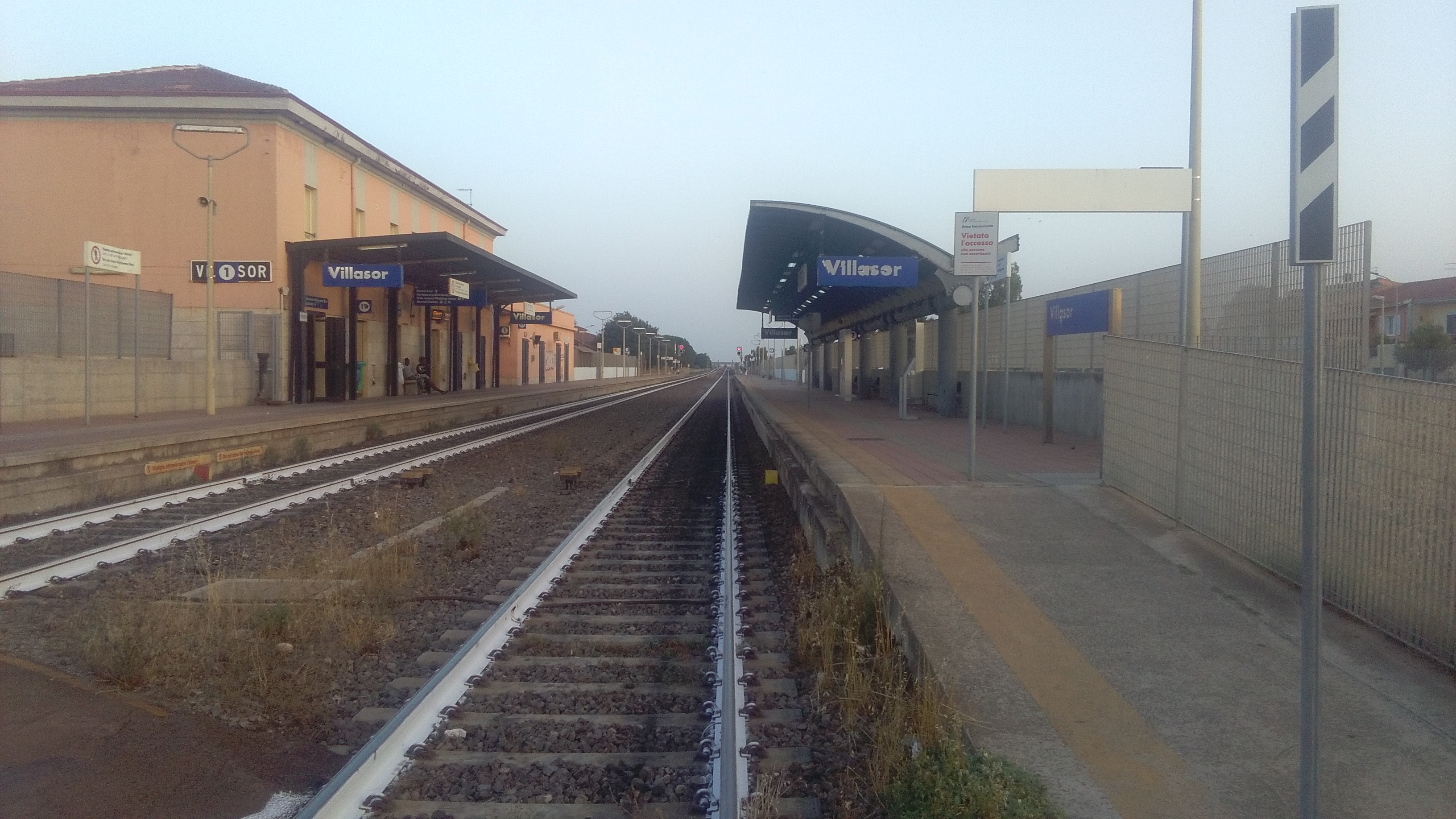
La stazione ferroviaria, lungo la linea Cagliari-Golfo Aranci

### Ferrovie
Villasor è dotata dal 1871 di una stazione ferroviaria lungo la Dorsale Sarda, gestita da RFI e servita dai treni di Trenitalia.